# Waze
Waze, tidigare FreeMap Israel, är en GPS-navigationsprogramvara som ägs av Google. Det fungerar på smartmobiler och surfplattor som har GPS-stöd. Den tillhandahåller navigering och användargenerade restider samt ruttdetaljer, samtidigt som appen laddar ner platsrelevant information genom mobiltelefonnätet. Waze beskriver sin app som en gemenskapsdriven GPS-navigationsapp, som är gratis att ladda ner och använda. 
Det israeliska företaget Waze Mobile utvecklade Waze-programvaran. Google förvärvade Waze Mobile i juni 2013.